# Електра (океаніда)
Еле́ктра (грец. Ηλέκτρα) — персонаж давньогрецької міфології , океаніда, дочка Океану і Тетії, дружина Тавманта, від якого в неї народилися вісниця богів Ірида, Арка та гарпії Аелла й Окіпета.
У гомерівському гімні її згадують серед супутниць ігор Персефони. Згідно з Клавдіаном, Електра — годувальниця Персефони .